# Christian Fittipaldi
Christian Fittipaldi (São Paulo, 1971. január 18. –) brazil Formula–1-es versenyző.

## Pályafutása
Wilson Fittipaldi fiaként és Emerson unokaöccseként Christian számára már szinte magától értetődő volt, hogy belőle is autóversenyző váljon. A brazil ranglistán elég hamar feltornázta magát az élmezőnybe, majd ezt követően 1990-ben a West Surrey Racing csapat színeiben indult az angol Formula–3-as versenysorozatban. Legszebb teljesítménye az volt, amikor az utolsó futamon győzelmet aratott csapattársa, a bajnoki címet elnyerő Mika Häkkinen előtt.

### Formula–1-es karrierje
A Formula–3000 mezőnyébe kerülve, kiegyensúlyozott és higgadt versenyzésével hamar elhódította a bajnoki címet. 1992-ben csatlakozott a Formula–1 mezőnyéhez, mégpedig a Minardi színeiben.
A következő, az 1993-as szezont nagyszerűen kezdte meg, hiszen a hazai versenyén, a brazil futamon a negyedik helyen végzett. Formáját azonban nem tudta megőrizni. A szezonból inkább csak annyi maradt meg az emberek emlékezetében, hogy az olasz nagydíjon Monzában megpróbálta megelőzni a célegyenesben csapattársát, Pierluigi Martinit. autója azonban nekiütközött társa autójának, bukfencet vetett és valahogyan visszakerült a megmaradt három kerekére.
1994-ben a Footwork csapat színeiben versenyezve két negyedik helyet sikerült megcsípnie. A Formula–1 iránt érzett lelkesedését azonban elvesztette, és 1995-ben átigazolt egy másik versenysorozatba, az amerikai IndyCar Seriesbe.

## A pilóta pályafutásának állomásai
Összesen 40 nagydíjon indult, de egyetlen futamot sem nyert. (Legjobb eredménye: 4. helyezés Brazil GP-1993, Dél-Afrika GP-1993, Csendes-Óceáni GP-1994,Német GP-1994)
Nem nyert világbajnokságot. Legjobb eredményét 1993-ban érte el, amikor is a 13. lett az év végi összesítésben.
| Év   | Csapat        | Nagydíj | Helyezés | Pont |
| ---- | ------------- | ------- | -------- | ---- |
| 1992 | Minardi       | 13      | 17.      | 1    |
| 1993 | Minardi       | 14      | 13.      | 5    |
| 1994 | Footwork Ford | 16      | 15.      | 6    |

## Teljes Formula–1-es pályafutása
| Év   | Csapat   | 1       | 2       | 3       | 4       | 5       | 6       | 7      | 8       | 9       | 10      | 11      | 12      | 13      | 14     | 15    | 16    | Csapat   | Helyezés | Pont |
| ---- | -------- | ------- | ------- | ------- | ------- | ------- | ------- | ------ | ------- | ------- | ------- | ------- | ------- | ------- | ------ | ----- | ----- | -------- | -------- | ---- |
| 1992 | Minardi  | RSA Ret | MEX Ret | BRA Ret | ESP 11  | SMR Ret | MON 8   | CAN 13 | FRA DNQ | GBR Inj | GER Inj | HUN Inj | BEL DNQ | ITA DNQ | POR 12 | JPN 6 | AUS 9 | Minardi  | 17.      | 1    |
| 1993 | Minardi  | RSA 4   | BRA Ret | EUR 7   | SMR Ret | ESP 8   | MON 5   | CAN 9  | FRA 8   | GBR 12  | GER 11  | HUN Ret | BEL Ret | ITA 8   | POR 9  | JPN   | AUS   | Minardi  | 13.      | 5    |
| 1994 | Footwork | BRA Ret | PAC 4   | SMR 13  | MON Ret | ESP Ret | CAN DSQ | FRA 8  | GBR 9   | GER 4   | HUN 14  | BEL Ret | ITA Ret | POR 8   | EUR 17 | JPN 8 | AUS 8 | Footwork | 15.      | 6    |

## Magánélete
Dédapja, Ivan Wojciechowski lengyel katona volt.